# Ophryacus
Ophryacus é um género de serpentes venenosas pertencente à subfamília Crotalinae. O nome científico deriva da palavras grega ophrys e la palavra latina -acutus, que significam "sobrancelha" e "agulha" respetivamente - uma alusão à forma característica das escamas cornudas sobre os olhos. Este género inclui três espécies reconhecidas e nenhuma subespécie, todas endémicas do México.

## Descrição
A maior das espécies, O. undulatus, atinge um tamanho entre 55 e 70 cm. Caraterizam-se pela presença de uma única escama acima dos olhos que tem a forma de um chifre aplanado. Muitas vezes as escamas supraoculares restantes também se projetam ligeiramente.

## Distribuição geográfica
Podem ser encontradas unicamente nas montanhas do centro e sul do México.

## Espécies
| Espécie        | Autor                                                  | Nomes-comuns                                                                                       | Distribuição geográfica |
| -------------- | ------------------------------------------------------ | -------------------------------------------------------------------------------------------------- | --- |
| O. smaragdinus | Grünwald, Jones, Franz-Chávez & Ahumada-Carrillo, 2015 | México oriental.                                                                                   | |
| O. sphenophrys | (Müller, 1924)                                         | Cornuzuela, necascuatl, torito, víbora de cachitos,                                                | Montanhas de Oaxaca. |
| O. undulatusT  | (Jan, 1859)                                            | Cuernillos, mazacoatl, nauyaca, torito, víbora cornuda, víbora de cachitos, víbora de cuernecitos. | Montanhas do centro e sul do México (Hidalgo, Veracruz, Oaxaca e Guerrero) e Istmo de Tehuantepec a uma altitude de 1800–2800 m. |

T) Espécie-tipo.